# Isogamus aequalis
Isogamus aequalis là một loài Trichoptera trong họ Limnephilidae. Chúng phân bố ở miền Cổ bắc.